# David Gutiérrez de Coz
David Gutiérrez de Coz (* 6. Februar 1980 in Sevilla) ist ein ehemaliger spanischer Fußballspieler.

## Spielerkarriere
David de Coz startete seine Karriere als Fußballer in seiner Heimatstadt bei Betis Sevilla, wo er vier Jahre von 1999 bis 2003 spielte – allerdings nur im B-Team. In den beiden Jahren von 2003 bis 2005 spielte der Verteidiger für den Segunda-División-B-Club AD Ceuta. Dort machte er mit starken Leistungen auf sich aufmerksam, so dass er im Sommer 2005 zum Zweitligisten Deportivo Xerez wechselte. Nach zwei verpassten Aufstiegen verließ er den mittlerweile abstiegsgefährdeten Verein im Laufe der Saison 2007/08 und ging zum Erstligaaufsteiger Real Murcia. Auch dort konnte er sich einen Stammplatz erarbeiten.